# The neverending story (lied)
The neverending story (grafisch: The NeverEnding Story) is een single van Limahl. Het is afkomstig van zijn album Don’t suppose.
Het lied is geschreven door Giorgio Moroder (muziek) en Keith Forsey. Het lied kwam voor in de film met dezelfde titel, behalve in de Duitse versie. De tweede zangstem werd ingezongen door Beth Anderson, maar zij heeft Limahl tijdens die opnamen niet gezien. Zij werd in de bijbehorende videoclip vervangen door Mandy Newton, een achtergrondzangeres van Limahl. Om de titel van film en lied te ondersteunen heeft het lied geen begin en eind; het heeft een zogenaamde fade-in en fade-out.
Het lied kent een aantal covers, maar geen daarvan werd populairder dan het origineel, behalve wellicht de versie van E-Girls, een Japanse zanggroep, die plaatselijk succes kreeg in de Japanse hitparade.

## Hitnoteringen
In een aantal landen haalde de single de eerste plaats in de hitparades, in Nederland en België bleef de verkoop daarbij ver achter. In de Verenigde Staten stond het negentien weken genoteerd in de Billboard Hot 100, waar het de zeventiende plaats haalde. In de UK Singles Chart stond het veertien weken genoteerd en haalde de vierde plaats. Het bleef in alle landen Limahls grootste hit, in Nederland zelfs zijn enige (eendagsvlieg).

### Nederlandse Top 40
| Positie: | 39 | 35 | 34 | 40 | uit |

### Nationale Hitparade
| Positie: | 36 | 38 | 28 | 43 | 47 | uit |

De Belgische BRT Top 30 en Ultratop 30 werden niet bereikt.

### NPO Radio 2 Top 2000
The neverending story stond alleen in 2000 in de NPO Radio 2 Top 2000, op plek 1729.